# أخازير (بالا لاريجان)
أخازیر (بالفارسية: اخازیر) هي قرية تقع في إيران في قسم بالا لاریجان الريفي. يقدر عدد سكانها بـ 36 نسمة بحسب إحصاء 2016.